# Domažlice
Domažlice ([ˈdɔmaʒlɪtsɛ] Ausspracheⓘ; deutsch Taus) ist eine Stadt in der westböhmischen Pilsner Region in Tschechien mit etwa 11.000 Einwohnern. Das historische Stadtzentrum wurde 1975 zum städtischen Denkmalreservat erklärt.

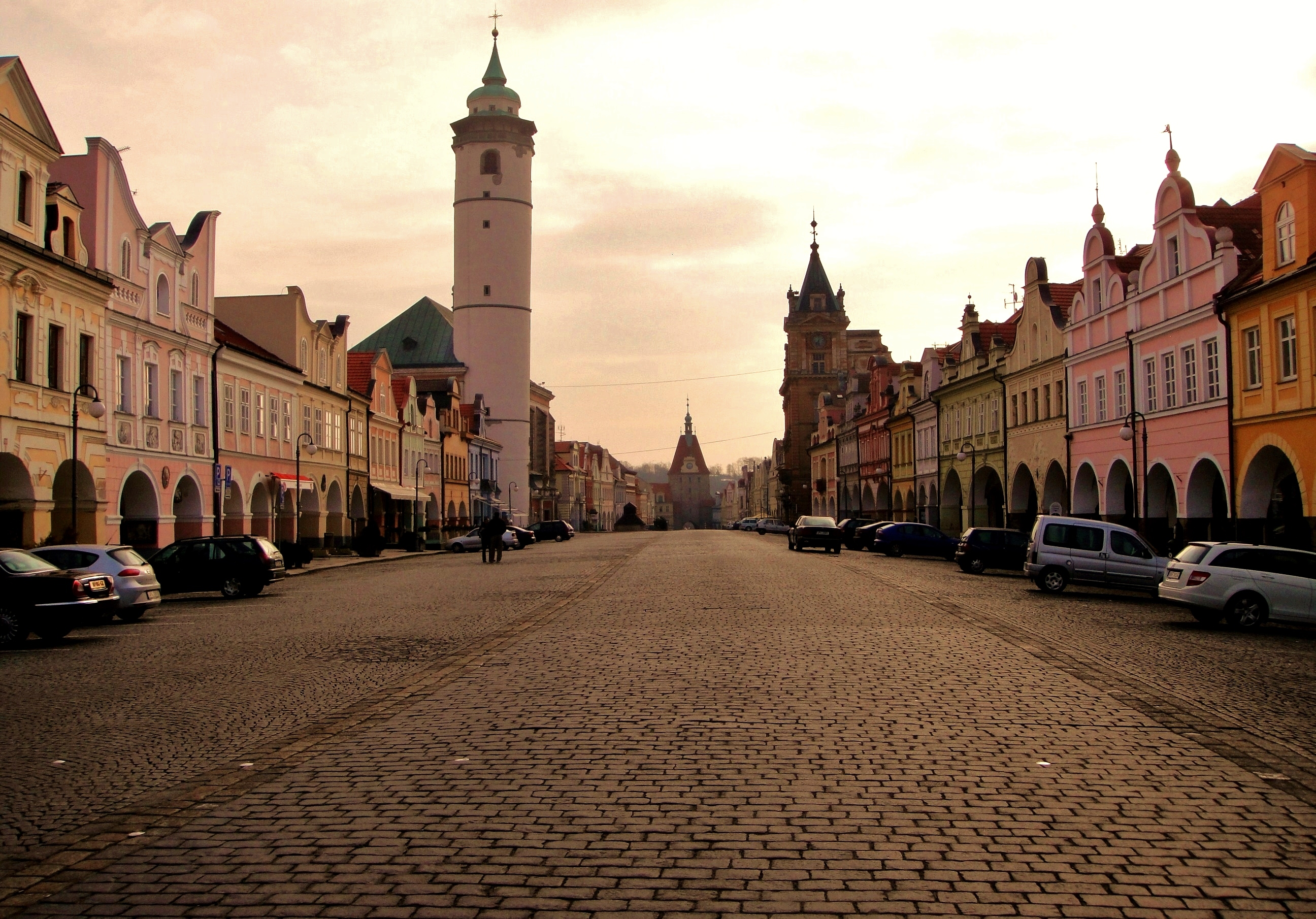
Marktplatz

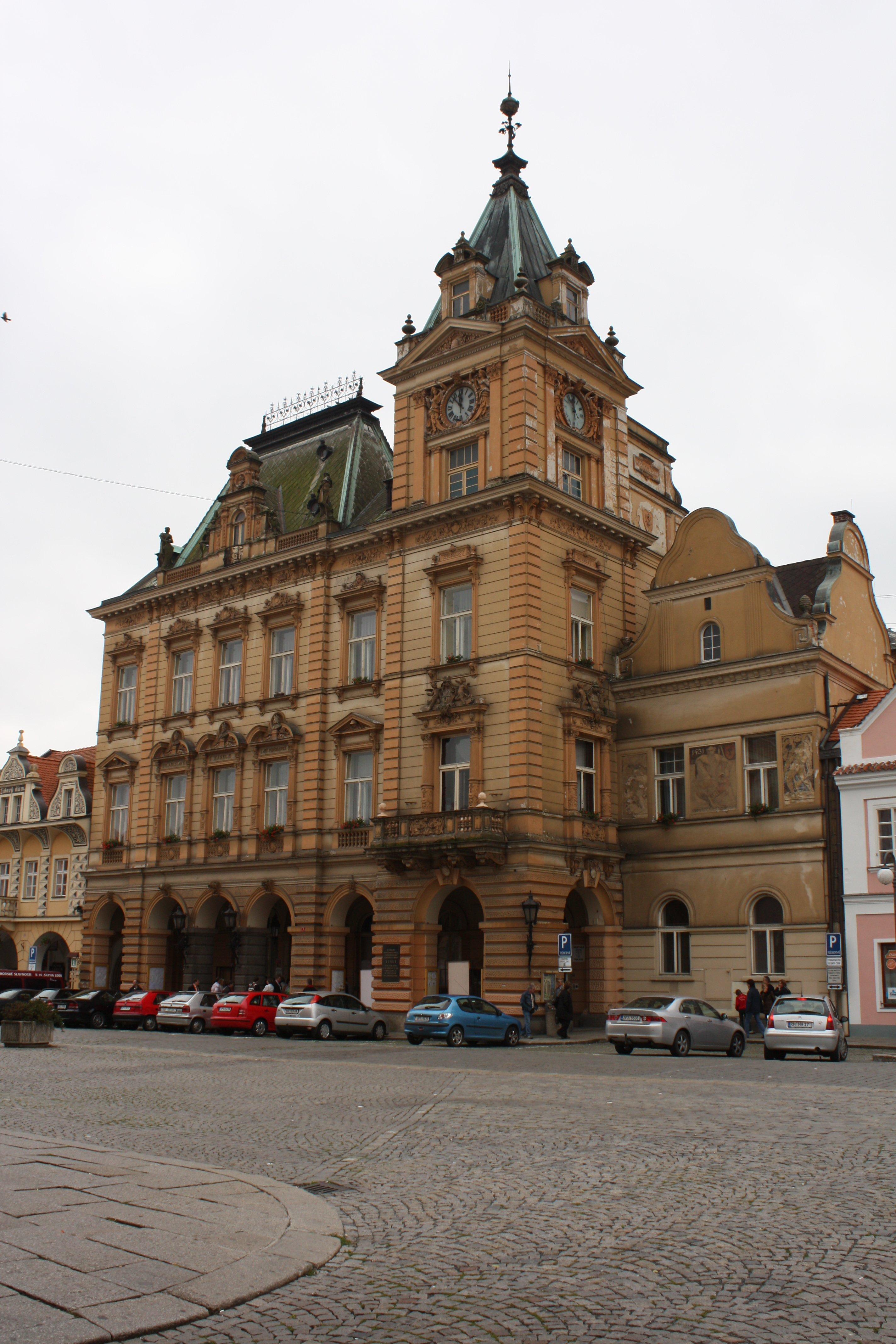
Rathaus

## Geographie
Domažlice liegt 54 km südwestlich von Pilsen in der Chodská pahorkatina und wird von der Zubřina durchflossen.

## Geschichte
Bereits im 10. Jahrhundert soll an der Stelle der Stadt eine Zollansiedlung existiert haben. Domažlice ist erstmals 1231 als Dorf belegt. An seiner Stelle ließ Přemysl Ottokar II. 1262–1265 eine befestigte Königsstadt errichten, deren Aufgabe es war, die Grenze zum Nordgau zu schützen. Als Grenzwächter wurden die Choden eingesetzt, freie Bauern, die in der Umgebung von Domažlice siedelten und im Nationalbewusstsein der Tschechen im 19. Jahrhundert eine idealisierte Bedeutung als slawischer Vorposten bekamen. Sie tragen an Festtagen noch ihre Trachten und sind stolz auf ihre Tradition. 1331 wurde die Stadt Taus an Adelsgeschlechter im Nordgau verpfändet, diese Besitzübertragungen in Erbuntertänigkeit dauerten mit Unterbrechungen bis 1419 und es bildete sich ein deutschsprachiges Patriziat in der Stadt. Während der Hussitenkriege kamen die deutschen Patrizierfamilien ums Leben oder wurden aus Taus vertrieben, die seither eine deutliche tschechischsprachige Mehrheit hat. 1431 schlug der Heerführer der Taboriten, Prokop der Große, bei Domažlice ein Heer der Kreuzritter in der für die Geschichte Böhmens bedeutenden Schlacht von Taus. Im 15. und 16. Jahrhundert wechselte die Stadt häufig die Besitzer und verblieb in Erbuntertänigkeit. Zur Wasserversorgung der Stadt wurde 1571 der Pastritzkanal angelegt. Nach dem Dreißigjährigen Krieg und der Rekatholisierung in Böhmen sank ihre Bedeutung. Erst nach 1770 blühte sie beim Beginn der Industrialisierung wieder auf, vor allem durch die aus Handwebereien entstandenen Textilbetriebe.
Im 19. Jahrhundert war Taus/Domažlice neben Tabor in Südböhmen ein Zentrum der tschechischen Nationalen Wiedergeburt. Es gehörte bis zum Ende des Ersten Weltkriegs 1918 zum Königreich Böhmen als Teil Österreich-Ungarns. Nach dem Zerfall der Doppelmonarchie gehörte es zur Tschechoslowakei und von 1939 bis 1945 zum Protektorat Böhmen und Mähren. Anders als in den nördlich und südlich gelegenen Grenzregionen der Tschechoslowakei bildeten tschechische Muttersprachler in Domažlice traditionell eine Mehrheit. Am 13. August 1939 fand in Taus eine Kundgebung statt, die sich zu einer großen Protestdemonstration gegen die Besetzung durch die Truppen des Deutschen Reiches entwickelte. Bis heute lebt in der Stadt im tschechischen Nationalbewusstsein die Erinnerung an diesen Widerstand.
Im Mai 1945 wurden die Region und die Stadt von US-amerikanischen Truppen befreit. Daran erinnert eine Gedenktafel in der Stadt. Domažlice hat einen Partnerschaftsvertrag mit der Stadt Two Rivers im US-Bundesstaat Wisconsin geschlossen.
Nach dem Ende des Zweiten Weltkrieges kam es in Domažlice und der Umgebung beim Beginn der Vertreibung der Deutschen aus der Tschechoslowakei, legalisiert durch die Beneš-Dekrete, zu schweren Ausschreitungen von tschechischsprachigen Personengruppen gegen die deutsche Bevölkerung mit Dutzenden von Todesfällen. Im Juli 2005 wurde zwischen Draženov (Trasenau) und Domažlice (Taus) ein Massengrab mit Leichen von 54 Deutschen, überwiegend SA-Angehörigen aus dem Kreis Bischofteinitz, gefunden. Über den Hintergrund ihres Todes ist nichts bekannt.
Seit 1993 und der Gründung Tschechiens gehören die römisch-katholischen Pfarreien des Vikariates Domazlice wieder zum Bistum Pilsen.

## Stadtbild
Das Stadtbild wird geprägt durch den langgestreckten Marktplatz, den das Untere Tor auf der einen und der Chodenturm auf der anderen Seite dominieren. Von diesem begehbaren Grenzwachturm ist bei gutem Wetter die Sicht bis nach Cham in der Oberpfalz möglich. Weitere Sehenswürdigkeiten sind die Dekanatskirche Maria Geburt, das Augustinerkloster mit der Mariahimmelfahrtskirche, die Chodenburg, das Stadttor (die Branka), die Heiligen-Kirche, die Friedhofskapelle St. Johann von Nepomuk, die Barockkapelle St. Laurenz und das Jindřich-Jindřich-Museum über die Kultur der Choden.

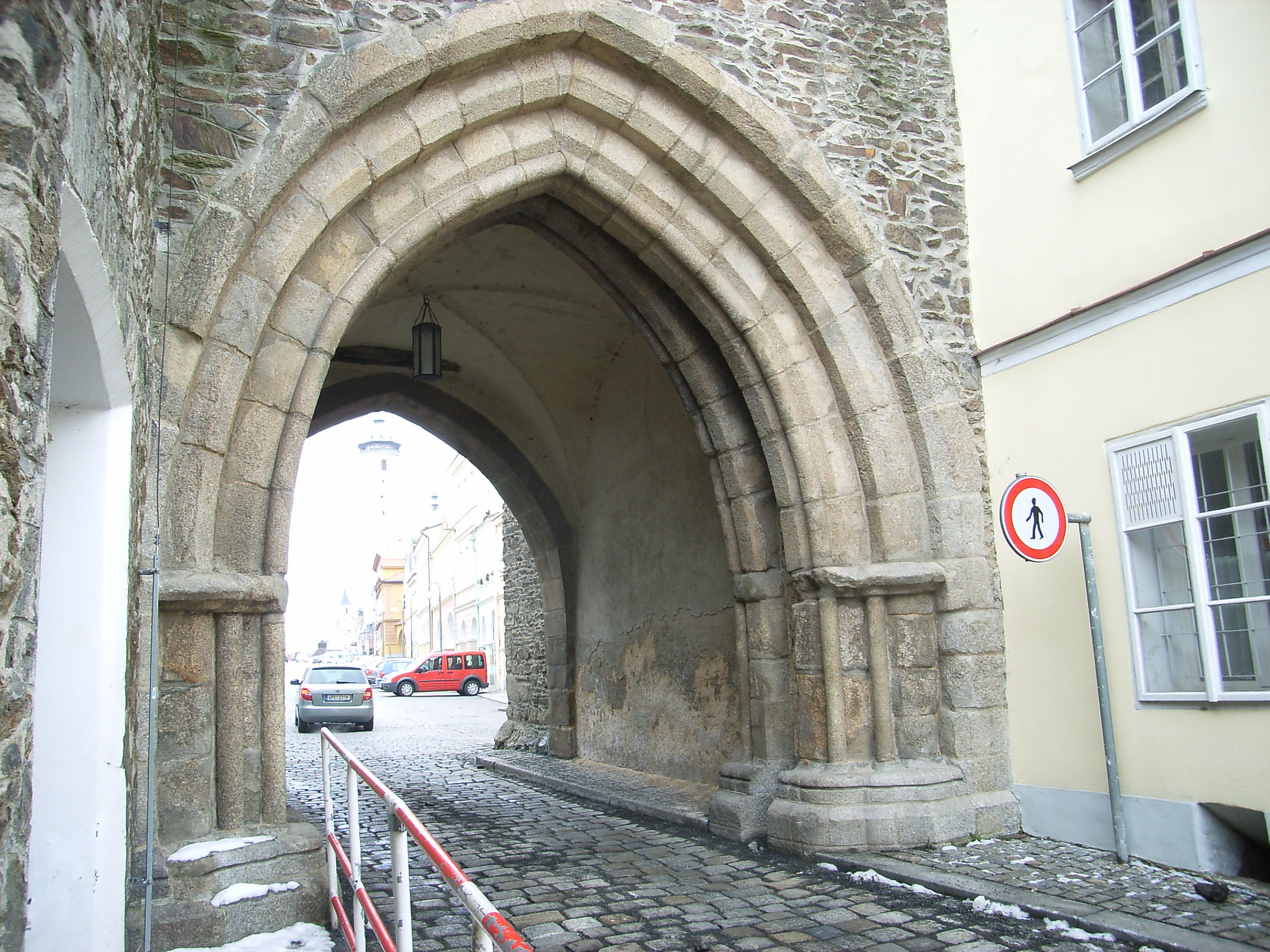
Östliches Stadttor von außen
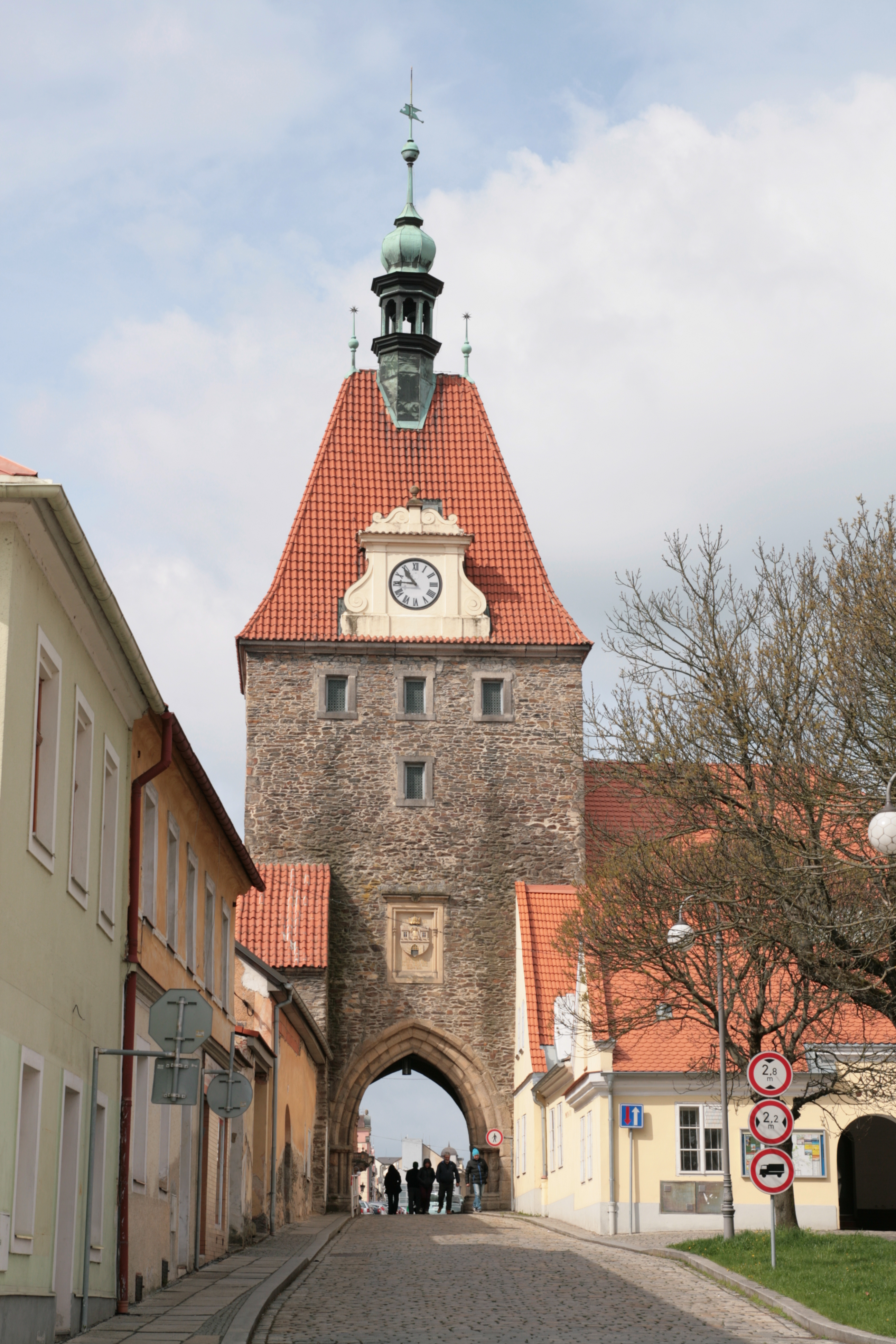
Östliches Stadttor von innen
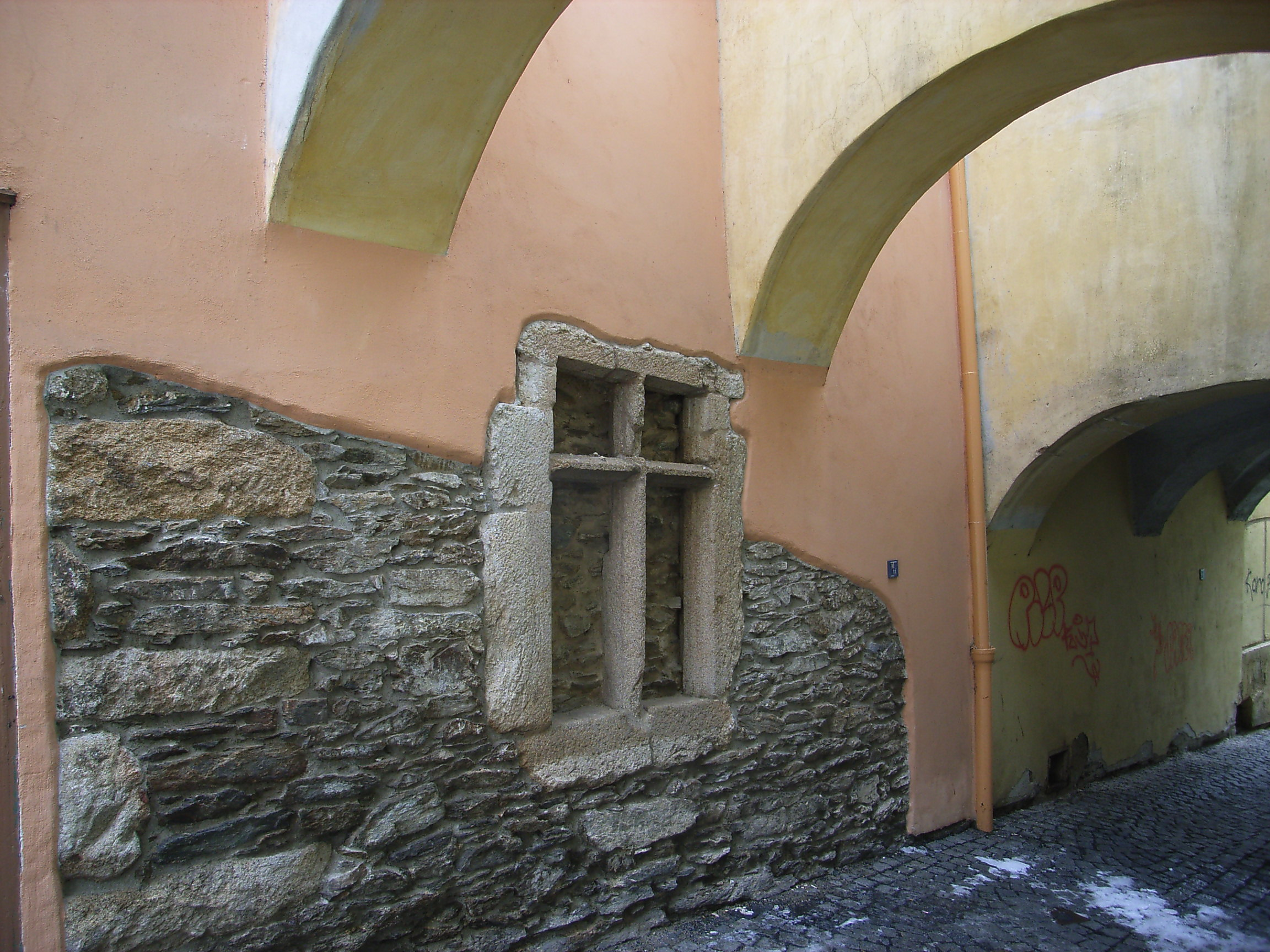
Detail an einer Hauswand am Marktplatz
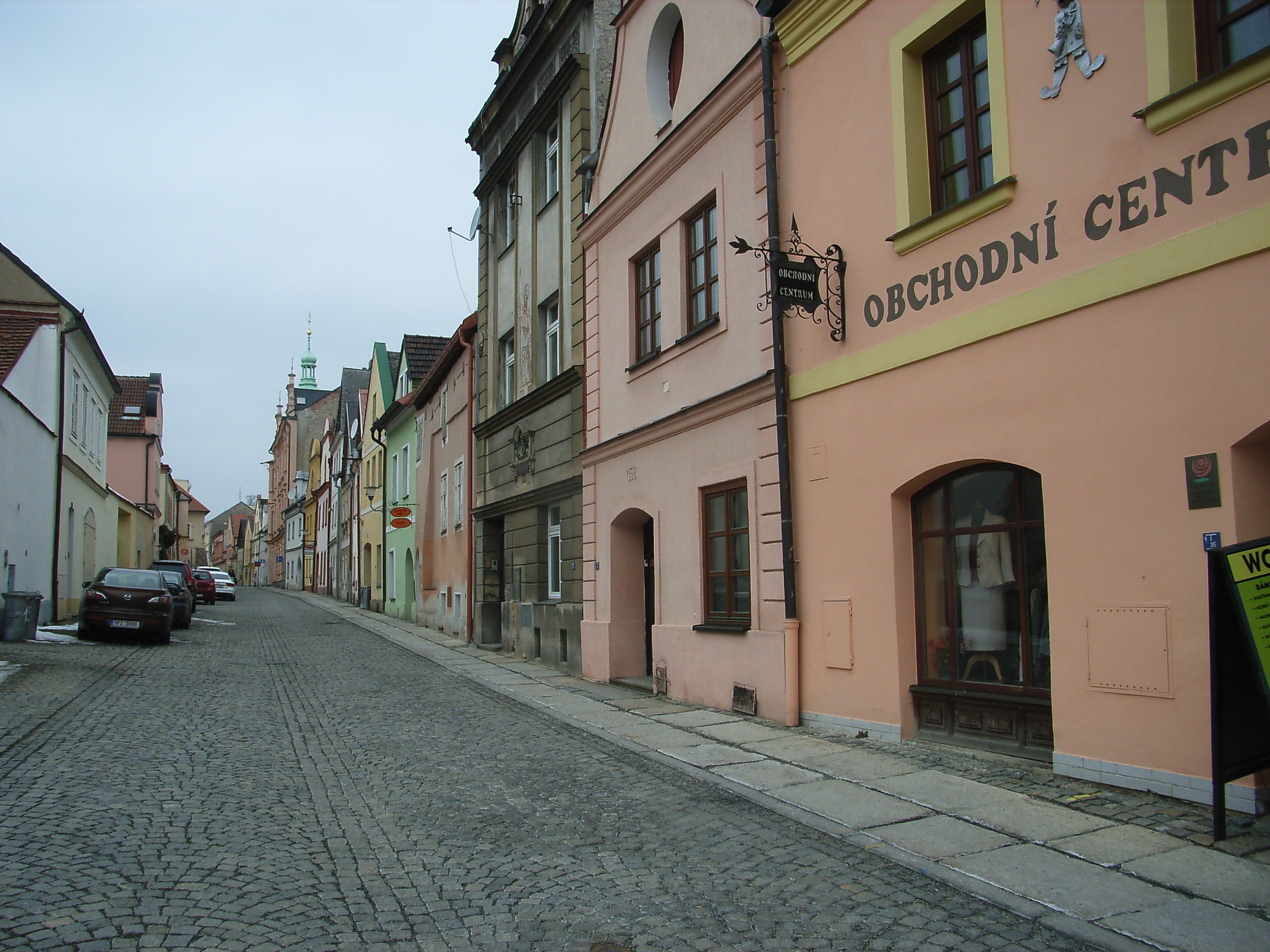
Domažlice Spálená
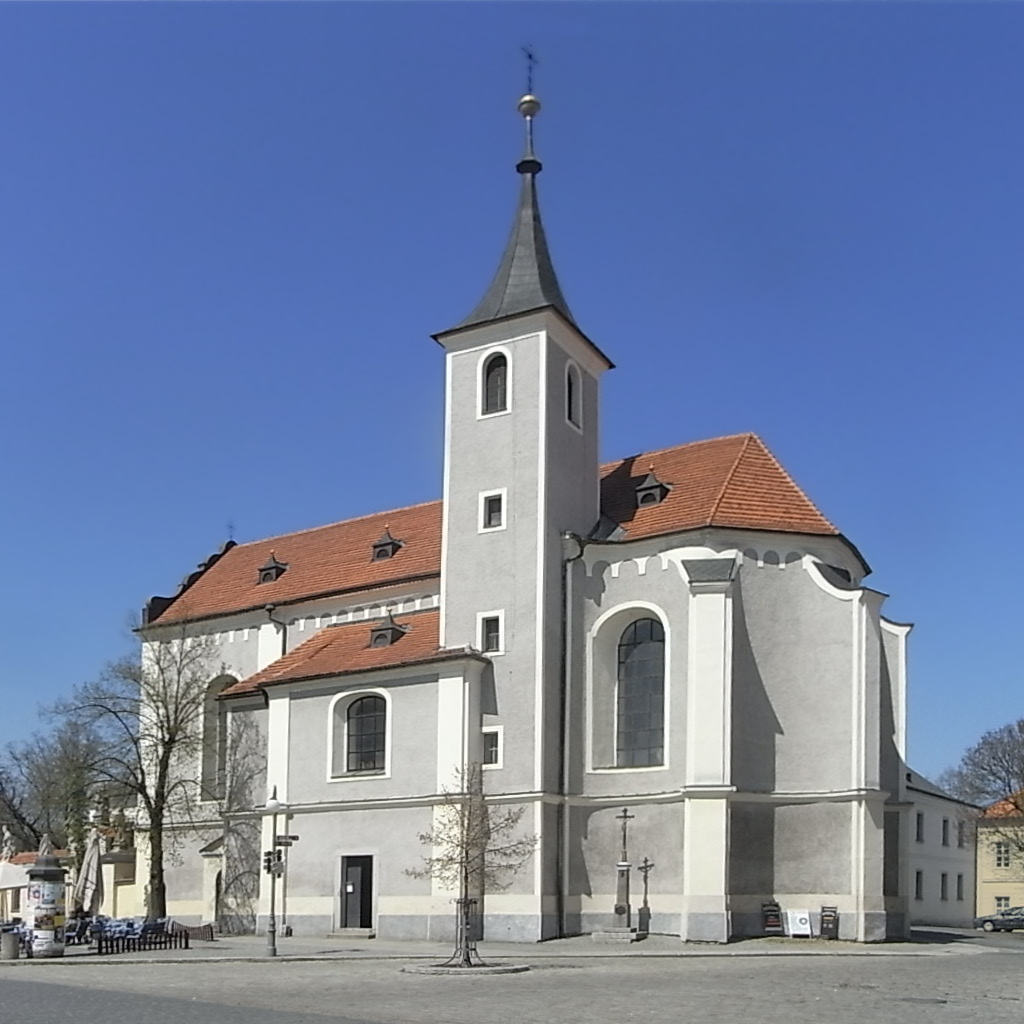
Kirche Mariä Himmelfahrt

## Stadtgliederung
Domažlice besteht aus den Ortsteilen Bezděkovské Předměstí (Bezdiekauer Vorstadt), Dolejší Předměstí (Untere Vorstadt), Havlovice (Hawlowitz), Hořejší Předměstí (Obere Vorstadt), Město (Stadt) und Týnské Předměstí (Teinitzer Vorstadt). Grundsiedlungseinheiten sind Bezděkovské Předměstí-východ, Bezděkovské Předměstí-západ, Dolejší Předměstí, Domažlice-historické jádro, Havlovice, Hořejší Předměstí, Chrastavická, K nádraží, K Vavřinci, Mlýny, Průmyslový obvod, Týnské Předměstí I, Týnské Předměstí II, Týnské Předměstí-sídliště und U Baldova.
Das Gemeindegebiet gliedert sich in die Katastralbezirke Domažlice und Havlovice u Domažlic.

## Städtepartnerschaften

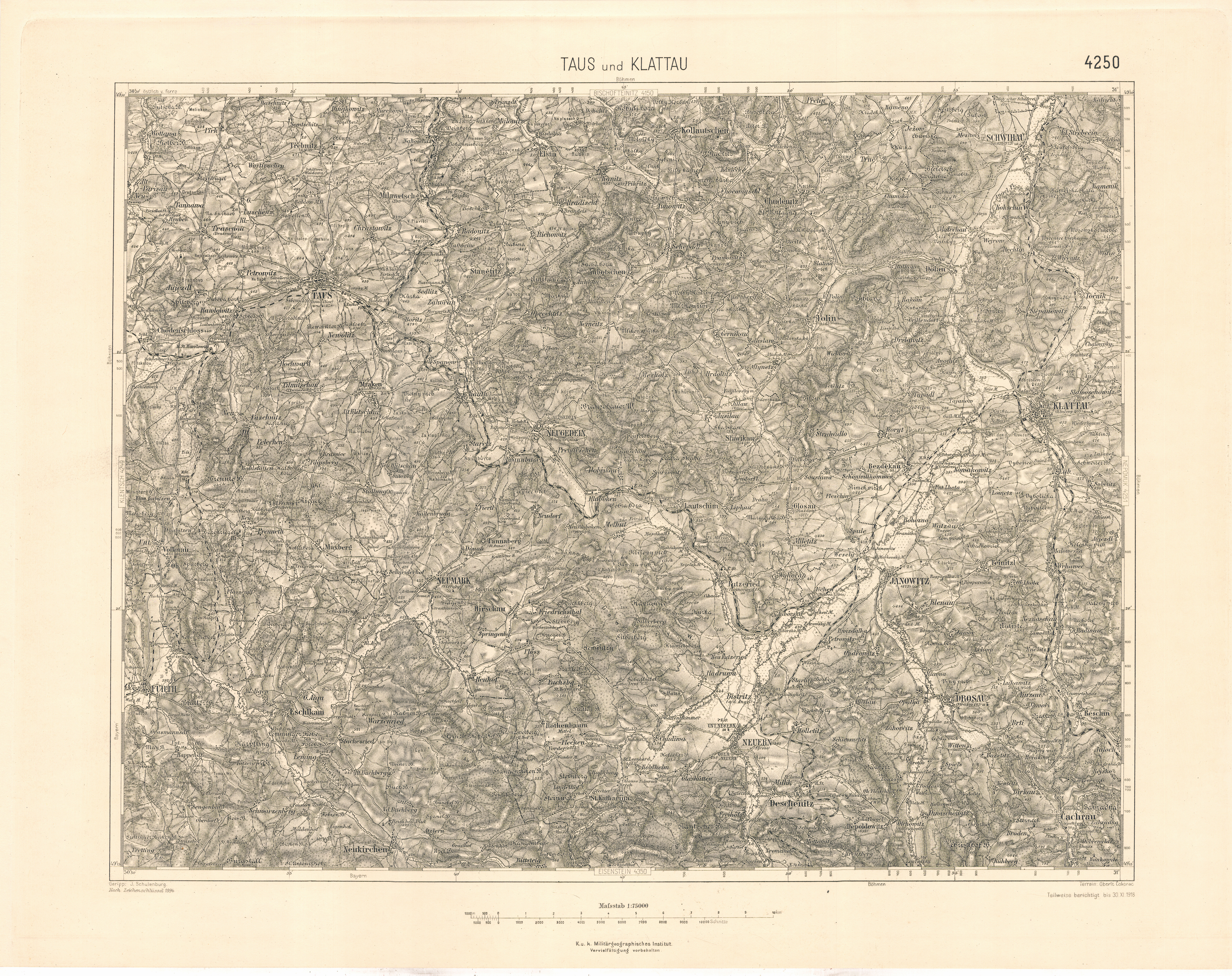
Taus/Domažlice, 1918

- Furth bei Göttweig, Österreich
- Furth im Wald, Deutschland
- Ludres, Frankreich
- Two Rivers (Wisconsin), USA

## Persönlichkeiten
- Jindřich Šimon Baar (1869–1925), katholischer Priester und Schriftsteller, Vertreter des Realismus besuchte das hiesige Gymnasium
- Corbinian Hofmeister (1891–1966), Abt des Klosters Metten 1929–1966 und Widerstandskämpfer gegen den Nationalsozialismus
- Johann Horn (Jan Roh, um 1490–1547), Bischof der Brüder-Unität, Theologe, Kirchendichter
- Anton Hueber (1861–1935), führender sozialistischer Gewerkschafter im Habsburgerstaat und in der Ersten Republik (Österreich)
- Jindřich Jindřich (1876–1967), Komponist, Pianist und Ethnograph
- Pavel Kelemen (* 1991), Bahnradsportler
- Ladislav Klíma (1878–1928), tschechischer Philosoph und Dichter
- Karel Novy (* 1980), Schweizer Schwimmer
- Karel Pezl (1927–2022), Viersternegeneral
- Antonín Příhoda (1668–1749) war Jesuit, Dekan und Vikar in Domažlice. Er gründete zur Förderung armer Schüler und Studenten die Pržihodische Stiftung.[7] Er war Anhänger der Aufklärung, Naturwissenschaftler und Züchter von Obstbäumen. Sein Denkmal, 1879–1880 geschaffen vom Bildhauer Josef Václav Myslbek, steht in Domažlice im Antonín-Příhoda-Park hinter dem Kloster.[8][9]
- Václav Sika (* 1955), Maler
- Antonín Steidl (1832–1913), österreichischer und tschechischer Arzt und Politiker, Aktivist der Tschechischen Wiedergeburt. Sein Denkmal steht im Park hinter dem Kloster an der Božena-Němcová-Straße.[10]
- Petr Pavel Hana (1836–1908), Bürgermeister in Domažlice von 1889 bis 1905. Er förderte das Gesundheitswesen, die Armenfürsorge, die Schulbildung, die öffentliche Bildung, die Kultur, den Sport und die Wirtschaft in Domažlice. Heute (2015) ist der Stadtpark nach ihm benannt. Dort befindet sich ein Denkmal von Petr Hana, welches unter Denkmalschutz steht.[11]
- Lenka Valešová (* 1985), Hammerwerferin
- Jiří Vaněk (* 1978), Tennisspieler
- Jaroslav Vrchlický (1853–1912), tschechischer Dichter und Übersetzer, starb in Domažlice